# Dick Grayson
Richard John « Dick » Grayson est un personnage de fiction, un super-héros de comics américains publiés par DC Comics.
Créé par Bob Kane, Bill Finger et Jerry Robinson, il apparaît pour la première fois dans Detective Comics no 38 en avril 1940, sous les traits de Robin. Dans Tales of the Teen Titans no 44 (juillet 1984), le personnage abandonne le costume de Robin et prend une nouvelle identité, celle de Nightwing, créé par Marv Wolfman et l'artiste George Pérez.
En Mai 2011, IGN place Dick Grayson à la 11e place de leur liste du « Top 100 Super Heroes of All Time ». En 2013, ComicsAlliance (en) place Grayson en tant que Nightwing à la première place de leur liste des « 50 Hommes les plus sexy dans les Comics ».En 2019 Comic Book Resources place Nightwing à la 3e place des personnages DC de leur liste du « 2019 Top 100 DC and Marvel Characters of All-Time Master List ».

## Biographie fictive
Richard « Dick » Grayson est le plus jeune membre d'une famille d'acrobates et trapézistes connue sous le nom des « Flying Graysons ». Dick est témoin d'une tentative d'extorsion d'argent auprès du cirque qui les emploie. Le directeur du cirque ayant refusé de payer, le mafieux Tony Zucco sabote le spectacle des Flying Graysons, entraînant la mort de toute la famille. Dick est le seul survivant. Il est recueilli après la mort de ses parents par Bruce Wayne. Dick souhaite venger la mort de ses parents, et demande à son tuteur de retrouver le coupable. Bruce Wayne refuse, essayant de le convaincre du caractère vain de cet acte. En voulant se faire justice lui-même, il découvre que Batman est Bruce Wayne. Il demande alors au Chevalier noir de l'aider et prend l'identité de Robin,.
Tout en combattant le crime aux côtés de Batman, il fonde avec Kid Flash et Aqualad l'équipe des Teen Titans (Jeunes Titans), une équipe de super-héros adolescents dont il devient le leader. Devenu un jeune homme, Dick Grayson prend de plus en plus de distance avec son mentor. Une dispute éclate entre Dick et Bruce quand Robin est blessé par le Joker. Batman finit par le chasser en lui interdisant de reprendre le costume.
Dick Grayson retourne auprès des Jeunes Titans pour sauver ses amis qui avaient été trahis. Il s'émancipe définitivement de son mentor et prend une nouvelle identité de héros, Nightwing. Ce nouveau nom lui a été inspiré par une histoire kryptonienne que Superman lui a racontée.
Dans le premier volume de sa série du même nom (1996 - 2009), il devient le protecteur de Blüdhaven, une cité corrompue proche de Gotham City.
Il développe des relations amoureuses avec plusieurs personnages féminins au fil des séries : Barbara Gordon, alias Oracle et ancienne Batgirl, mais aussi avec Starfire, princesse extra-terrestre, et Huntress, membre de l'équipe fondée par Oracle, les Birds of Prey. Il va jusqu'à demander la main de Starfire. La cérémonie avait bien démarré mais fut stoppée par une attaque de Trigon. Il se fiança quelques années plus tard avec Barbara Gordon, mais elle finit par lui rendre la bague de fiançailles à la suite des événements d'Infinite Crisis (2006).
Nightwing est également le leader des Outsiders, qu'il a rejoint à contrecœur, après la dissolution des Jeunes Titans, à la suite du décès de Donna Troy.

### Robin devient Batman
Dick Grayson a dû prendre l'identité de Batman à quelques occasions.
- À la suite des évènements de Batman: KnightFall, le temps que Bruce Wayne finisse de récupérer de sa blessure au dos, Dick devient Batman le temps de l'arc narratif Le Fils prodigue (1995)[12].
- Dick reprend la cape de Batman à la suite du décès apparent de Bruce Wayne lors de la saga Final Crisis de Grant Morrison (2008).

Refusant de reprendre le rôle de Batman dans un premier temps, et bien qu'il ait eu du mal à l'admettre au début, il finit par se faire une raison : sans Bruce, lui seul peut incarner Batman. C'est son héritage et son devoir de ne pas laisser Batman entre des mains douteuses comme dans Battle for The Cowl de Tony Daniel où les prétendants au rôle s'affrontent sans merci.
Il retourne à Gotham City, et fait équipe avec le nouveau Robin, Damian Wayne, le fils de Bruce et de Talia al Ghul (Talia Head). Tim Drake, précédent Robin, a pris son indépendance pour devenir Red Robin.
La relation Dick / Damian est assez explosive, la série Batman & Robin de Morrison se transformant en Batman vs Robin le temps de quelques numéros.
- Dans The Return of Bruce Wayne, de Grant Morrison, Bruce Wayne revient à la vie en 2010 dans une mini-série de six épisodes. À la suite de ce retour dans le présent, Batman arbore un nouveau costume. Il laisse Dick Grayson continuer son activité de justicier sous le nom de Batman avec son fils Damian Wayne comme nouveau Robin, trouvant qu'ils font de l'excellent travail à Gotham City. Il décide de parcourir le globe pour former un groupe (une « corporation ») de héros ayant une similarité avec lui, s'étant résolu à une vérité : le monde entier a besoin d'un Batman. En France, il recrute Bilal Asselah, alias Nightrunner que Dick Grayson a formé aux arts martiaux, au maniement d'armes et autres gadgets comme les autres membres de Batman Inc[15].

### The New 52
Après la saga de Flashpoint, l'Univers DC est à nouveau restructuré et Dick Grayson redevient Nightwing.
Dans Nightwing : Pièges et Trapèzes, le Cirque Haly revient en ville pour la première fois depuis que ses parents ont été assassinés. Le vieil Haly, le directeur du cirque, meurt dans les bras de Dick après lui avoir avoué que le cirque détient un terrible secret et lui avoir donné l'acte de propriété du cirque. En enquêtant sur ce secret, Nightwing va découvrir les origines de sa famille et devra faire face à la La Cour des Hiboux.
À la suite de la saga Forever Evil (2014), Dick est forcé d'abandonner l'identité de Nightwing après avoir été démasqué devant la télévision. Il met en scène sa propre mort et disparaît. Dick Grayson obtient sa propre série, Grayson, scénarisée par Tim Seeley. Il y infiltre une organisation d'espions, Spyral, pour le compte de Batman. En tant qu'Agent 37, il démantèle divers complots terroristes avec Helena Bertinelli comme partenaire et amie.

### DC Rebirth
Avec le relaunch DC de 2016, une nouvelle série Nightwing est lancée. Dick Grayson retrouve son costume noir et bleu à la suite de la restauration de son identité secrète dans le dernier numéro de la série Grayson. Nightwing y fait équipe avec un justicier du nom de Raptor dans le but d'infiltrer et de détruire de l'intérieur la Cour des Hiboux. Mais les méthodes douteuses de Raptor poussent Dick à s'opposer à celui-ci.
Après avoir fait face à la noirceur de Gotham City lors de « La Nuit des Monstres (Night of the Monster Men) », Dick a besoin d'un nouveau départ, il s'installe à Blüdhaven.

### Infinite Frontier
Dans le relaunch DC Infinite en 2021, Dick Grayson hérite de la fortune d'Alfred et cherche à en faire profiter la population de Blüdhaven. Il adopte un chien, le sauvant d'une bande qui s'en prenait à lui. Il fait face à plusieurs antagonistes en même temps : Blockbuster et sa mafia, la nouvelle maire Zucco, fille de l'assassin de la famille du héros, et « l'homme sans cœur » qui arrache le cœur de ses victimes.

## Capacités et ressources
Dick Grayson est un prodigieux athlète, un acrobate professionnel, possédant une très grande agilité. Il fut entraîné à un très jeune âge au trapèze pour participer au spectacle aux côtés de ses parents. Il est considéré comme le plus grand acrobate dans l'Univers DC. Il est le seul humain sur Terre qui peut faire un quadruple saut périlleux. Grayson a maîtrisé plusieurs arts martiaux et a été rigoureusement entrainé par son mentor, Batman, dans des domaines variés, tel que l'escapologie, la criminologie, l'escrime, la discrétion, l'art du déguisement, et de nombreuses autres disciplines (de combat ou autres). Dick Grayson fait 1,78 m pour 79 kg. Il possède une adresse naturelle pour décrypter le langage corporel des autres comme Cassandra Cain et Lady Shiva. Il est capable d'anticiper et de prédire la prochaine action d'une personne et de savoir si quelqu'un lui ment. Comme Batman, il possède une forte volonté, assez pour résister à des attaques télépathiques. Il est également un maître de l'espionnage.
En tant que Nightwing, Grayson est adroit dans diverses formes de combats à mains nues : Aïkido, Boxe, Capoeira, Eskrima, Hapkido, Jeet Kune Do, Judo, Jujutsu, Karaté, Ninjutsu, Sambo, Savate, Shaolin Kung Fu, et Taekwondo. Il est également armé de deux bâtons d'Eskrima qui sont faits d'un polymère incassable. Il porte aussi plusieurs douzaines de batarangs modifiés (appelés wing-dings en anglais) et des capsules de gaz .
En tant que pupille de Bruce Wayne, il a reçu la meilleure des éducations. Il parle couramment le Français, l'Espagnol, le Russe, le Mandarin, le Cantonais, la langue alien de Tamaran, le langage des signes américain, l'Italien, le Japonais, le Persan, le Kikuyu, et sa langue d'origine, l'Anglais. Il est aussi un brillant stratège avec de grandes compétences en leadership, ayant servi de leader à plusieurs équipes : Titans, Outsiders, et même la Justice League.
En dehors des ressources à sa disposition en tant que fils adoptif et héritier de Bruce Wayne, les parents de Dick lui ont laissé un fonds de placement. Ce placement est géré par Lucius Fox qui l'a transformé en une petite fortune. Bien qu'elle ne soit pas comparable à la richesse de Bruce Wayne, elle a été suffisante pour maintenir l'achat de divers équipements pour Nightwing, racheter les droits du Cirque Haly (le sauvant de problèmes financiers), et racheter en secret le bâtiment de son ancien appartement à Blüdhaven, au 1013 Parkthorne Avenue.

### Personnalité

#### Dans les comics
Malgré le fait qu'il ait vécu le même traumatisme que Batman, Dick reste une personne positive et joyeuse. Il lance même des blagues ou des remarques sarcastiques pendant les combats ou à la Batcave, ce qui fait contre-poids face au caractère taciturne de son mentor. Son costume en tant que Robin montre d'ailleurs cette opposition : là où Batman a un costume sombre pour ne pas être repéré, Robin possède un costume aux couleurs chatoyantes pour qu'il serve de diversion. En tant que Nightwing, Dick devient plus sombre et plus mature, mais il cherche toujours un moyen de détendre l'atmosphère en présence de Batman. Lorsque ce dernier disparaît lors de Final Crisis et que Dick reprend la cape, il adopte une personnalité plus proche de Bruce, calme, taciturne, réfléchi et sérieux, surtout lorsqu'il doit s'occuper de Damian Wayne. Lorsque Bruce réapparaît et que Dick reprend son costume de Nightwing, il redevient comme avant et avoue que « la cape était lourde à porter » et qu'il préfère son propre costume, plus personnel.

#### Dans Batman, la série animée
Bien que ce soit son désir de vengeance qui l'ait poussé à combattre le crime, Dick Grayson a un comportement tout autre que Batman / Bruce Wayne. Il est moins taciturne et sombre que son mentor. Il s'efforce de garder un certain optimisme et il essaye de distraire Bruce Wayne quand il le peut, notamment dans l'épisode 2, Joyeux Noël, Batman (Christmas With The Joker) où il essaye en vain de faire regarder un film de Noël à Bruce (en l’occurrence, La Petite Fille aux allumettes (ou La vie est belle dans la version originale)).
Il essaye aussi d'avoir une vie privée en sortant et en ayant une relation suivie avec Barbara Gordon, à l'opposé de Bruce Wayne qui n'entretient que des relations de courte durée avec les femmes (à de rares exceptions près). Il se différencie de son mentor par le fait qu'il est plus scrupuleux que lui. Lorsque Batman n'hésitera pas, dans un épisode de Batman, les nouvelles aventures, à malmener un homme devant sa femme et son fils, Dick s'interposera entre lui et l'homme et s'offusquera de cette brutalité. Il va, par la suite, s'opposer à Batman quand il apprendra qu'il a délibérément mis Barbara en danger, en acceptant qu'elle soit Batgirl et en la faisant travailler avec lui sans lui en parler. La discussion se termine sur un coup de poing donné à Batman par son acolyte qui cesse alors d'être Robin pour devenir Nightwing.

## Création du personnage
Le personnage apparaît pour la première fois dans Detective Comics n°38 en avril 1940. Le but de sa création était de donner la réplique à Batman pour donner des explications sur les enquêtes et aventures des deux héros.

### Origine du nom
Le nom de Robin a deux origines selon les sources.
Le plus courant est le surnom donné par sa mère : « rouge-gorge » (qui se traduit en anglais par Robin).
D'autres sources renvoient à Robin des Bois. Ainsi, dans le film Batman Forever, Dick explique à Alfred que son frère l'appelait « Robin » depuis qu'il l'avait sauvé de justesse lors d'un saut périlleux au trapèze, à la manière de « Robin des Bois ». D'ailleurs, un oiseau des bois est dessiné sur son casque de moto.
Le nom Nightwing vient d'une légende Kryptonienne racontée par Superman,.

## Œuvres où le personnage apparaît

### Comics

#### Éditions américaines
Œuvres indisponibles en français, éditées par DC Comics :
- 1947 : Star-Spangled Comics, no 1-130, 1941-1952 - Série de 130 numéros, Robin y a ses propres aventures à partir du 65.
- 1988 : Nightwing : Old Friends, New Enemies - Contient Action Comics #613 à 618 + 627 à 634.
- 1995 - 1996 : Nightwing vol.1 - Première série à son nom, elle contient 4 numéros. Éditée sous le titre Nightwing : Ties That Bind.
- 1996 - 2009 : Nightwing vol.2 - Deuxième série à son nom, elle contient 153 numéros.
- 2005 - 2008 : All Star Batman & Robin, the Boy Wonder - Hors continuité
- 2008 : Showcase Presents: Robin, the Boy Wonder - Regroupe des récits dédiés à Robin de Detective Comics et Batman entre 1964 et 1975.
- 2011-2014:Nightwing vol.3 - Troisième série sur le personnage, à la suite du reboot du DCU (Flashpoint), la série contient 30 numéros.
- 2017 : Nightwing : The New Order, no 1-6 - Hors continuité

#### Éditions françaises
Plusieurs éditeurs français se sont succédé pour éditer les séries liées à Batman. Actuellement, c'est Urban Comics depuis 2012.
- 1994 : Le Fils prodigue (Prodigal)
- 1998 : Cataclysme (Batman : Cataclysm)
- 1999 : No Man's Land (No Man's Land) - Crossover des séries de la Bat-Famille.
- 1999 : Amère Victoire (Dark Victory) de Jeph Loeb et Tim Sale (Plusieurs éditions françaises sont disponibles)
- 2000 : Robin : Année un (Robin: Year One) - L'édition d'Urban contient également Batman Chronicles: The Gauntlet de 1997
- 2000 - 2001 : New Gotham 2 : Un homme à terre (Batman: Officer Down) - Crossover des séries de la Bat-Famille.
- 2002 : Batman Meurtrier et Fugitif 1 (Bruce Wayne: Murderer?) - Crossover des séries de la Bat-Famille.
- 2002 - 2003 : Batman : Silence (Batman : Hush) de Jeph Loeb et Jim Lee
- 2004 - 2005 : Jeux de Guerre (War Games)
- 2007 : La Résurrection de Ra's al Ghul (Batman: The Resurrection of Ra's al Ghul) - Crossover des séries de la Bat-Famille.
- 2008 : Batman : Vendetta (Batman: The Wrath)
- 2009 : La Lutte pour la Cape (Batman: Battle for the Cowl)
- 2009 : Qui brûle qui ? (Blackest Night: Batman)
- 2009 - 2010 : Grant Morrison présente Batman – Tome 3 : Nouveaux Masques (Batman Reborn et Blackest Knight)
- 2009 - 2010 : Grant Morrison présente Batman – Tome 4 : Le Dossier Noir (Batman R.I.P. et The Black Casebook)
- 2010 - 2011 : Grant Morrison présente Batman – Tome 6 : Batman contre Robin (Batman vs. Robin et Batman and Robin Must Die)
- 2011 : Batman : Sombre reflet (Batman : The Black Mirror), scénario de Scott Snyder et dessins de Jock et Francesco Francavilla
- 2012 - 2013 : Grant Morrison présente Batman – Tome 8 : Requiem (Batman, Incorporated)

Une nouvelle série (la troisième) lui est dédiée à la suite de la recréation de l'univers DC fin 2011 :
- 2011 - 2012 : Nightwing - Troisième série à son nom, elle contient 30 numéros. Elle est disponible intégralement chez Urban Comics.
  - Nightwing 1 : Pièges et trapèzes (Traps and Trapezes) (novembre 2012) contient Nightwing no 1-7
  - Nightwing 2 : La République de demain (Night of the Owls) contient Nightwing no 8-12 et no 0
  - Nightwing 3 : Hécatombe (Death of the Family) contient Nightwing no 19-24
  - Nightwing 4 : Sweet Home Chicago (Second City) contient Nightwing no 13-18 + Batman no 17
  - Nightwing 5 : Dernier envol (Setting Son) contient Nightwing no 25-30 + Annual no 1
- 2013 - 2014 : Le Règne du Mal (Forever Evil), no 1-7 - La série est disponible dans les tomes 6 et 7 de la série Justice League : Justice League - Le Règne du Mal
- 2014 - 2016 : Grayson, #20.
  - Grayson 1 : Agent de Spyral (Agents of Spyral) contient Grayson no 1-8 + annual 1
  - Grayson 2 : Némésis (Nemesis) contient Grayson no 9-14 + annual 2
  - Grayson 3 : La Fin de Spyral (A Ghost in the Tomb) contient Grayson #16-20 + annual 3 + Grayson Futures End

À la suite du relaunch DC Rebirth, une nouvelle série voit le jour :
- 2016 - 2019 : Nightwing (version Rebirth)
  - Nightwing Rebirth 1 : Plus fort que Batman (Better than Batman) contient Nightwing Rebirth no 1 + Nightwing no 1-4 et no 7-8
  - Nightwing Rebirth 2 : Blüdhaven (Blüdhaven) contient Nightwing no 9-15
  - Nightwing Rebirth 3 : Nightwing doit mourir (Nightwing must die) contient Nightwing no 16-21
  - Nightwing Rebirth 4 : Blockbuster (Blockbuster) contient Nightwing n° 22-28
  - Nightwing Rebirth 5 : La Revanche de Raptor (Raptor's Revenge) contient Nightwing n° 30-34

À l'instar de Batman, le relauch DC Infinite fonde une nouvelle série en cours : 
- 2021- en cours : Nightiwing : Infinite
  - Nightwing Infinite 1 : Le Saut dans la lumière (Leaping into the light) contient Nightwing n° 78-83
  - Nightwing Infinite 2 : Cible : Grayson (Fear state) contient Nightwing n° 87-92, Superman son of Kal El n° 9, Nightwing 2021 Annual n°1, Batman Urban Legends n°10
  - Nightwing Infinite 3 : Bataille pour le Coeur de Bludhaven (Battle for Bludhaven's Heart)contient Nightwing n°93-97
  - Nightwing Infinite 4 : Le Grand Saut (The Great Leap) contient n°98-100, Nightwing 2022 annual
  - Nightwing Infinite 5 : Le Soulèvement des Enfers (The Rise of Hell) contient Nightwing n°101-105, Nightwing n°101-104 back-ups, Nightwing Knight Terrors n°1-2
  - Nightwing Infinite 6 : L'équipage des Croisées (Crew of the Crossed) contient Nightwing n°106-112,Nightwing n°106-108 back-ups,Nightwing n°111-112 back-ups

### Cinéma et télévision
Dick Grayson est apparu dans plusieurs adaptations, essentiellement en tant que Robin, joué par un acteur différent à chaque fois.

#### Serials
- 1943 : Batman (15 épisodes, Lambert Hillyer) avec Douglas Croft.
- 1949 : Batman et Robin (15 épisodes, Spencer Gordon Bennet) avec Johnny Duncan.

#### Séries
- 1966 : Batman (120 épisodes, William Dozier, 1966-1968) avec Burt Ward (VF : Pierre Trabaud / Luq Hamet)
- 2018-2023 : DC Titans avec Brenton Thwaites
- 2019 : Supergirl (saison 5, épisode 9 - crossover Crisis on Infinite Earths) avec Burt Ward

#### Séries d'animation
- 1972 : Fantomatiquement vôtre, signé Scoubidou (The New Scooby-Doo Movies) : Crossover sur deux épisodes "The Dynamic Scooby-Doo Affair" et "The Caped Crusader Caper".
- 1973 : Super Friends (87 épisodes, Charles A. Nichols, 1973-1984) avec Casey Kasem
- 1977 : Les Nouvelles Aventures de Batman (The New Adventures of Batman, 16 épisodes, Don Towsley, 1977-1981) avec Burt Ward
- 1992 : Batman, la série animée (Paul Dini, Bruce Timm, Eric Radomski, 1992-1995) avec Loren Lester (VF : Georges Caudron)
- 1997 : Batman, les nouvelles aventures (The New Batman Adventures, Alan Burnett, Paul Dini, Bruce Timm, 1997-1999) avec Loren Lester (VF : Ludovic Baugin)
- 2003 : Teen Titans : Les Jeunes Titans (Teen Titans, 65 épisodes, Sam Register, Glen Murakami, 2003-2006) avec Scott Menville (VF : Mathias Kozlowski)
- 2004 : Batman (The Batman, 65 épisodes, Michael Goguen, Duane Capizzi, 2004-2008) avec Evan Sabara (VF : Alexis Tomassian)
- 2008 : Batman : L'Alliance des héros (Batman: The Brave and the Bold, James Tucker, 2008-2011) avec Crawford Wilson (VF : Alexis Tomassian)
- depuis 2010 : La Ligue des justiciers : Nouvelle Génération (Young Justice, Greg Weisman, Brandon Vietti) avec Jesse McCartney (VF : Donald Reignoux)
- depuis 2013 : Teen Titans Go! (209 épisodes, Mechael Jelenic, Sam Register et Jeff Prezenkowski, 2013-2015) avec Scott Menville (VF : Mathias Kozlowski)

#### Longs métrages
- 1966 : Batman (Leslie H. Martinson, 1966) avec Burt Ward (VF : Georges Poujouly)
- 1993 : Alyas Batman en Robin (Tony Y. Reyes, 1993) avec Keempee de Leon
- 1995 : Batman Forever (Joel Schumacher, 1995) avec Chris O'Donnell (VF : Pierre Tessier)
- 1997 : Batman et Robin (Joel Schumacher, 1997) avec Chris O'Donnell (VF : Pierre Tessier)

#### Long métrage d'animation
- 2017 : Lego Batman, le film (The Lego Batman Movie) de Chris McKay : par Michael Cera (VF : Rayane Bensetti)

#### Films d'animation (Direct-to-video)
- 1998 : Batman et Mr Freeze : Subzero (Batman and Mr Freeze: SubZero, Boyd Kirkland) avec Loren Lester (VF : Georges Caudron)
- 2010 : Batman et Red Hood : Sous le masque rouge (Batman: Under the Red Hood, Brandon Vietti) avec Neil Patrick Harris (VF : Alexis Tomassian)
- 2013 : Lego Batman, le film : Unité des super héros (Lego Batman : The Movie - DC Super Heroes Unite, Jon Burton) avec Charlie Schlatter
- 2014 : Le Fils de Batman (Son of Batman, Ethan Spaulding) avec Sean Maher (VF : Donald Reignoux)
- 2015 : Batman Unlimited : L'Instinct animal (Batman Unlimited: Animal Instincts, Butch Lukic) avec Will Friedle (VF : Donald Reignoux)
- 2015 : Batman Unlimited : Monstrueuse pagaille (Batman Unlimited : Monster Mayhem !, Butch Lukic) avec Will Friedle (VF : Donald Reignoux)
- 2015 : Batman vs. Robin (Jay Oliva) avec Sean Maher (VF : Alexis Tomassian)
- 2016 : Batman : Mauvais Sang (Batman: Bad Blood, Jay Oliva) avec Sean Maher (VF : Donald Reignoux)
- 2016 : Batman Unlimited : Machines contre Mutants (Batman Unlimited : Mech vs Mutants, Curt Geda) avec Will Friedle (VF : Mathias Kozlowski)
- 2016 : Lego DC Comics Super Heroes - La Ligue des justiciers : S'évader de Gotham City (LEGO DC Comics Super Heroes : Gotham City Breakout, Matt Peters et Melchior Zwyer) avec Will Friedle (VF : Mathias Kozlowski)
- 2016 : La Ligue des justiciers vs. les Teen Titans (Justice League vs. Teen Titans, Sam Liu) avec Sean Maher (VF : Mathias Kozlowski)
- 2016 : Batman : Le Retour des justiciers masqués (Batman : Return of the Caped Crusaders, Rick Morales) : se déroule dans la continuité de la série live de 1966, avec Burt Ward (VF : Sébastien Desjours)
- 2017 : Batman vs. Double-Face (Batman vs. Two-Face, Rick Morales) : se déroule dans la continuité de la série live de 1966, avec Burt Ward (VF : Sébastien Desjours)
- 2017 : Teen Titans: The Judas Contract (Sam Liu) avec Sean Maher (VF : Mathias Kozlowski)
- 2017 : Batman et Harley Quinn (Batman and Harley Quinn, Sam Liu) avec Loren Lester (VF : Mathias Kozlowski)
- 2018 : Batman Ninja (Junpei Mizusaki) avec Adam Croasdell (voix américaine) et Daisuke Ono (voix japonaise) (VF : Mathias Kozlowski)
- 2019 : Batman : Silence (Batman: Hush, Justin Copeland) avec Sean Maher (VF : Mathias Kozlowski)
- 2020 : Justice League Dark: Apokolips War (Matt Peters et Christina Sotta) (apparition muette)
- 2021 : Injustice (VF : Mathias Kozlowski)

#### Téléfilm
- 1979 : Légendes des Super-héros (Legends of the Superheroes, Bill Carruthers, Chris Darley) avec Burt Ward
- 2003 : Dans la grotte de Batman (Return to the Batcave, The Misadventures of Adam and Burt, Paul A. Kaufman) avec Burt Ward

#### Court-métrage
- 2004 : Grayson (John Fiorella) avec John Fiorella

### Jeux vidéo
- Batman: The Animated Series
- The Adventures of Batman and Robin
- Batman Forever
- Batman Forever: The Arcade Game
- Batman & Robin
- Batman: Chaos in Gotham
- Batman: Gotham City Racer
- Batman: Rise of Sin Tzu
- Teen Titans
- Lego Batman : Le Jeu vidéo
- Batman : L'Alliance des héros - Le jeu vidéo
- Lego Batman 2: DC Super Heroes (VF : Donald Reignoux)
- Injustice : Les Dieux sont parmi nous (VF : Bruno Méyère)
- Young Justice: Legacy
- DC Universe Online
- Batman: Arkham City (contenu téléchargeable additionnel, uniquement pour le mode Défi) (VF : Bruno Méyère)
- Lego Batman 3 : Au-delà de Gotham (VF : Donald Reignoux)
- Batman: Arkham Origins (VF : Alexis Tomassian)
- Batman: Arkham Knight (VF : Bruno Méyère)
- Lego Dimensions (VF : Donald Reignoux)
- Injustice 2 (VF : Bruno Méyère)
- Lego DC Super-Vilains (VF : Alexis Tomassian)
- Gotham Knights (VF : Jeremy Barrdeau)